# Infinite Jest
Infinite Jest är en roman från 1996 av den amerikanske författaren David Foster Wallace. Sedan 2000-talet har den klassificerats tillhöra den litterära stilen hysterisk realism. 2005 ingick romanen i tidskriften Times lista över de 100 bästa engelskspråkiga romanerna sedan 1923. Internationellt har romanen sålts i över en miljon exemplar.